# Neckera heterophylla
Neckera heterophylla là một loài rêu trong họ Neckeraceae. Loài này được Brid. mô tả khoa học đầu tiên năm 1801.